# Margit osztrák főhercegnő
Habsburg Margit osztrák főhercegnő (Bécs, 1567. január 25. – Madrid, 1633. július 5.) Habsburg főhercegnő, később apáca a madridi Descalzas Reales kolostorban.
Margit főhercegnő Miksa magyar király és a spanyol ágból való Habsburg Mária spanyol infánsnő ötödik leányaként született Bécsben 1567. január 25-én. Testvérei között volt:
- Anna főhercegnő (1549–1580), 1570-től spanyol királyné, II. Fülöp spanyol király negyedik felesége.
- Rudolf főherceg, (1552–1612) később I. Rudolf néven magyar és cseh király, II. Rudolf néven német-római császár
- Erzsébet főhercegnő (1554–1592), 1570-től IX. Károly francia király felesége.
- Mátyás főherceg (1557–1619), később II. Mátyás néven magyar és cseh király, I. Mátyás néven német-római császár
- Miksa főherceg (1558–1618), a Német Lovagrend nagymestere.
- Albert főherceget (1559–1621), a Spanyol Németalföld helytartója, 1599-ben feleségül vette II. Fülöp spanyol király leányát, Izabella Klára Eugénia spanyol infánsnőt

Nővére, Anna 1570-ben II. Fülöp spanyol királyhoz ment férjhez, de a házasságkötés után 10 évvel, 1580. október 26-án egy portugáliai utazás során szerzett betegsége folytán váratlanul meghalt. Margit három évvel nővére halála után, 1583-ban Madridban bevonult a Santa Clara de las Descalzas Reales kolostorba, s ott élt 50 éven keresztül, egészen 1633. július 5-én bekövetkezett haláláig. A Descalzas Reales kolostorban temették el.
Margit túlélte valamennyi testvérét. 1621. július 15-én utolsó, még életben maradt testvérét, a Németalföldet kormányzó Albert főherceget is eltemette.

## Külső hivatkozások
- Habsburgok